# Antonio Barzaghi-Cattaneo

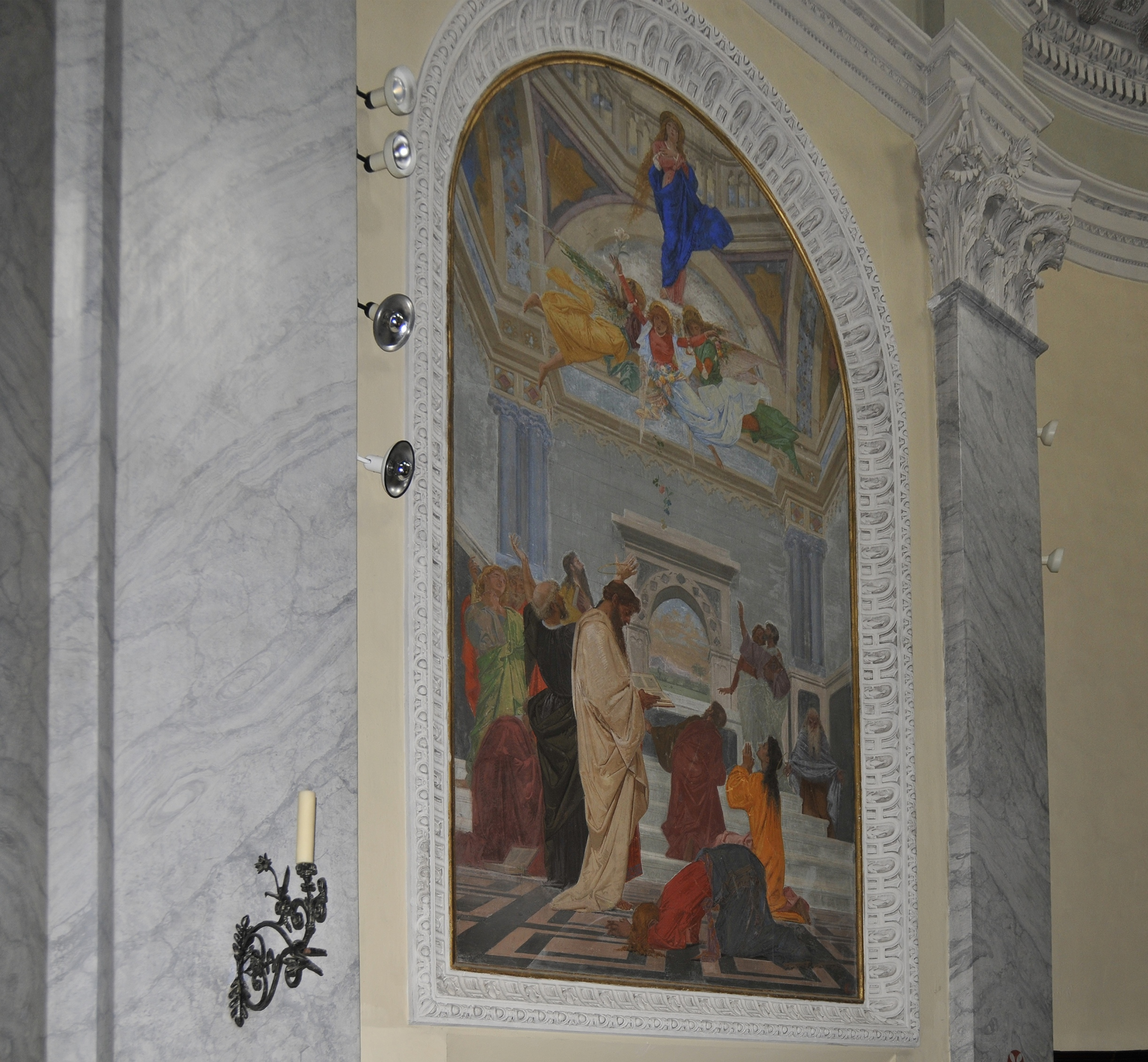
Antonio Barzaghi-Cattaneo: Assunzione della Vergine, Pfarrkirche San Maurizio, Bioggio, 1869

Antonio Barzaghi-Cattaneo (* 14. März 1834 in Lugano; † 29. Oktober 1922 in Paradiso) war ein Schweizer Maler.

## Leben und Werke
Seine Ausbildung erhielt Barzaghi an der Akademie der Somasker in Lugano, danach an der städtischen Zeichenschule und schliesslich bei Giuseppe Bertini an der Accademia di Belle Arti di Brera in Mailand. Er betätigte sich zunächst als Historienmaler, ging dann aber zunehmend zur Freskenmalerei über. 1867 schuf er Heiligendarstellungen in der serbisch-orthodoxen Kirche St. Spiridon in Triest, 1869 das Gemälde Assunzione della Vergine in der Pfarrkirche San Maurizio von Bioggio, 1872 Fresken für das Hotel National in Luzern und 1875 Fresken in der Reformierten Kirche Horgen.
Von 1883 bis 1886 lebte Barzaghi in Paris, wo er überwiegend als Porträtmaler tätig war. Anschliessend wirkte er bis 1895 in London und Dublin. Zu seinen bekanntesten Werken gehören die Deckengemälde in der Wandelhalle des Bundeshauses in Bern und das Dekor der Tonhalle in Zürich (1895). Darüber hinaus war Barzaghi einer der Restauratoren der Kathedrale San Lorenzo in Lugano. Von 1906 bis 1908 gehörte er der Eidgenössischen Kunstkommission an.